# Deuterosminthurus sulphureus
Deuterosminthurus sulphureus is een springstaartensoort uit de familie van de Bourletiellidae. De wetenschappelijke naam van de soort is voor het eerst geldig gepubliceerd in 1840 door Koch.